# Балаба, Игорь Григорьевич
Игорь Григорьевич Балаба (29 января 1939, Сталино — 31 января 2011, Луганск) — советский футболист, выступавший на позиции нападающего. Сыграл 39 матчей и забил 4 гола в высшей лиге СССР. Мастер спорта СССР (1962).

## Биография
Воспитанник футбольной школы московского «Торпедо», в составе команды выигрывал первенство Москвы среди юношей. Первый тренер — Николай Георгиевич Котов. После окончания школы поначалу не хотел связывать свою жизнь с футболом и поступил в Киевский институт инженеров гражданской авиации, однако затем стал выступать за футбольную команду института, стал чемпионом Киева среди вузов и был замечен представителями киевского «Динамо». В составе «Динамо-2» становился победителем молодёжного чемпионата СССР. В 1959—1960 годах играл в классе «Б» за киевский «Арсенал».
В 1960 году перешёл в луганские «Трудовые Резервы» (позднее — «Заря»), которые возглавил его отец — Григорий Балаба. В составе луганской команды выступал следующие девять сезонов, играл преимущественно на левом фланге нападения. В 1962 году стал чемпионом Украинской ССР среди команд класса «Б», в 1966 году — победителем второй группы класса «А». Дважды включался в список 33-х лучших футболистов УССР — в 1962 году под № 1, в 1966 году — под № 3. В 1963 году участвовал в международном матче с бразильским «Флуминенсе» и забил единственный гол «Зари» (1:2). В высшей лиге дебютировал 2 апреля 1967 года в матче с московским «Спартаком». Первый гол на высшем уровне забил 27 апреля 1967 года в ворота «Крыльев Советов». В высшей лиге сыграл 39 матчей и забил 4 гола, а всего в чемпионатах в составе «Зари» — 230 матчей и 41 гол (по другим данным — 231 матч и 42 гола). Летом 1968 года покинул команду, после того как новый тренер «Зари» Виктор Гуреев затеял омоложение состава.
В 1968—1969 годах выступал во второй лиге за «Коммунарец» (Коммунарск, ныне — «Сталь» Алчевск). В 30-летнем возрасте завершил спортивную карьеру, в дальнейшем много лет работал мастером на луганском заводе имени Октябрьской революции (тепловозостроительный завод).
Выступал за юношескую и молодёжную сборные СССР. Также играл за сборную Украинской ССР, в том числе принимал участие в турне по странам Африки.

## Личная жизнь
Отец — Григорий Фёдорович Балаба (1911—2003) — известный футболист и тренер. Супруга, Ольга Васильевна (в девичестве Тихонюк), была волейболисткой, выступала за луганскую «Искру». В семье двое детей — Андрей и Наталья.
Окончил Луганский машиностроительный институт, в который перевёлся в 1960 году из Киевского института инженеров гражданской авиации.
Умер 31 января 2011 года в Луганске, спустя два дня после своего 72-летия.